# Neosemidalis brevipennis
Neosemidalis brevipennis är en insektsart som beskrevs av Meinander 1990. Neosemidalis brevipennis ingår i släktet Neosemidalis och familjen vaxsländor. Inga underarter finns listade i Catalogue of Life.